# За все заплачено
«За все заплачено» (рос. «За всё заплачено») — російський радянський художній фільм 1988 року режисера Олексія Салтикова за мотивами однойменної документальної повісті О. Смирнова.

## Синопсис
П'ятеро воїнів-«афганців» після демобілізації їдуть до Сибіру, щоб заробити на пам'ятник своєму загиблому другу. Для них війна не закінчилася…

## У ролях
- Володимир Литвинов — Семенов, прапорщик, воїн-інтернаціоналіст
- Олександр Баринов
- Олександр Миронов
- Володимир Носик
- Володимир Тимофєєв — Ручьйов
- Ірина Сєнотова
- Лев Борисов
- Віктор Павлов
- Михайло Гілевич
- Валерій Афанасьєв
- Олексій Булдаков
- Олексій Криченков

## Творча група
- Сценарій: Олександр Проханов, Олексій Салтиков
- Режисер: Олексій Салтиков
- Оператор: Олександр Рябов
- Композитор: Ігор Назарук